# Натчезский тракт
Натчезский тракт (англ. Natchez Trace) — историческая дорога длиной 665 км (440 миль) на юге США, соединяющая города Натчез (Миссисипи) и Нашвилл, реки Камберленд, Теннесси и Миссисипи. Современная асфальтированная автодорога проходит по территории трёх штатов: Миссисипи, Теннесси и Алабама, её большая часть находится под управлением Службы национальных парков США и пролегает по историческому маршруту или в непосредственной близости от него.

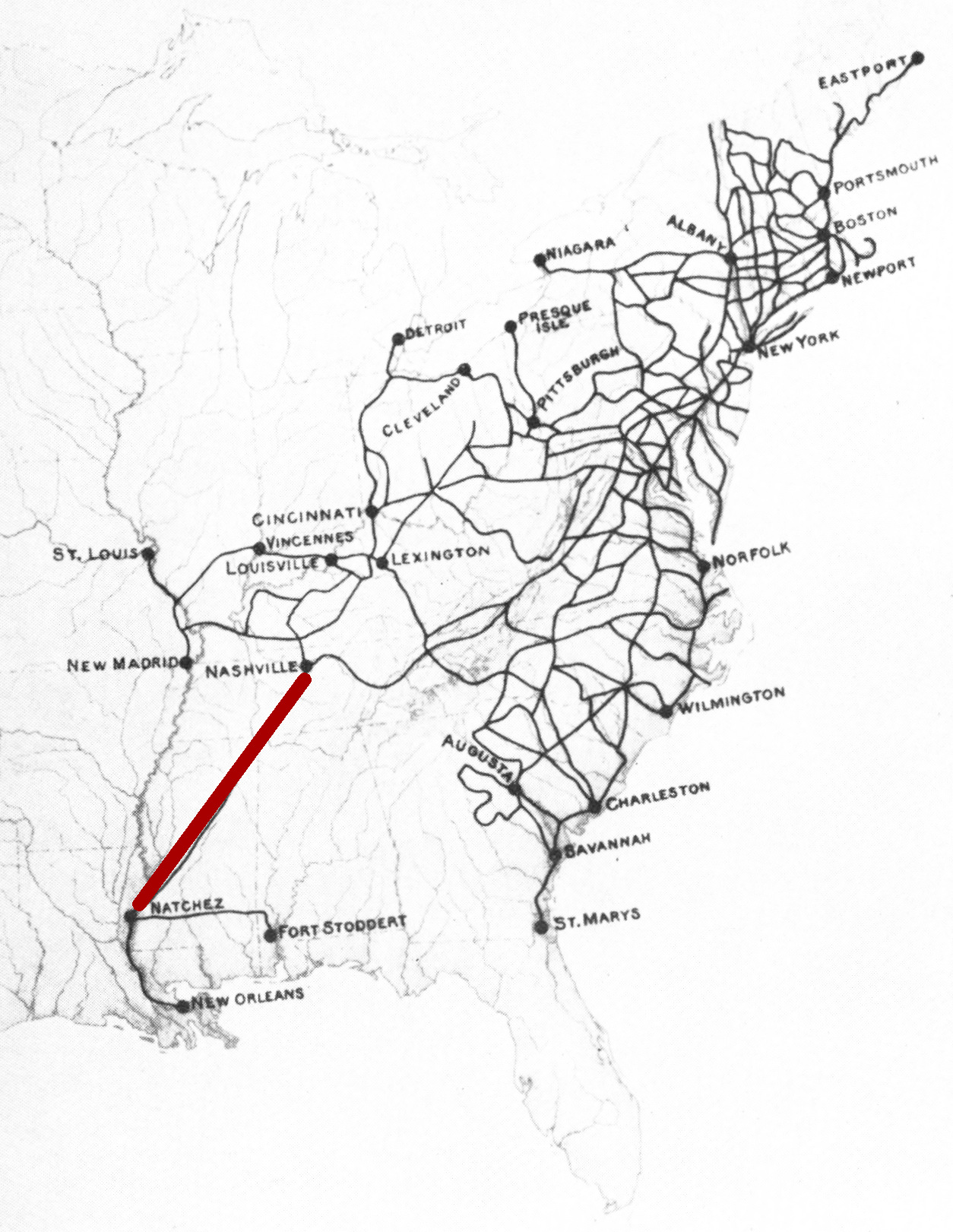
Тракт на схеме главных почтовых дорог 1804 года

## История
На протяжении тысячелетий здесь складывалась цепь троп мигрирующих животных — оленей, бизонов и следующих за ними хищников — лис, койотов, волков, а затем и людей (первых индейцев).
Европейские первооткрыватели начали активно пользоваться этой тропой вслед за индейцами. Поначалу по узкой тропе люди могли передвигаться только цепочкой по одному человеку. Постепенно продвигаясь на юго-запад, англо-американские военные отряды образуют на территориях, примыкающих к тропе, новые зависимые территории, оттесняя индейцев все дальше на запад. В противоположном направлении на северо-восток со стороны Натчеза движутся французские и испанские исследователи.
В 1700—1800 годах дорога приобретает большое военно-экономическое значение. Передвижение по ней, однако, было по-прежнему часто затруднено, особенно летом во время частых наводнений, заболоченной местности, невыносимой жары в августе-сентябре и почти 100%-й влажности воздуха. Особую опасность представляли паразиты, комары и москиты, распространявшие малярию, ядовитые змеи, аллигаторы, медведи, волки, пумы и т. д. Особенно опасен был зыбучий песок и трясина в районе переправ. Более или менее освоенный американцами участок дороги заканчивался на реке Байу-Пьер.

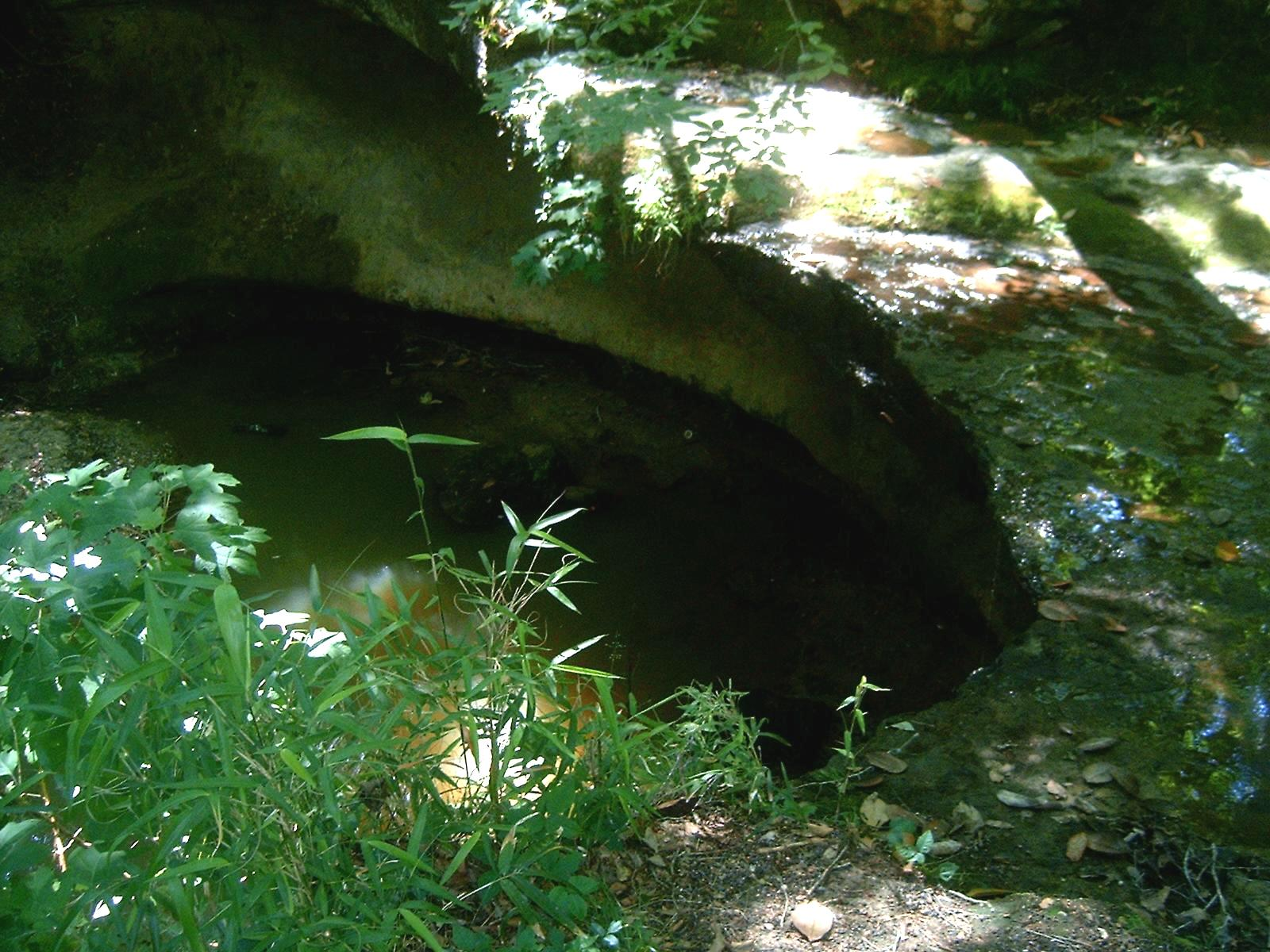
Водопады и глубокие речные вымоины, кишевшие москитами, змеями и аллигаторами, на Натчез-Трейс были одними из многочисленных опасностей, подстерегавших путешественников времён колониальной Америки

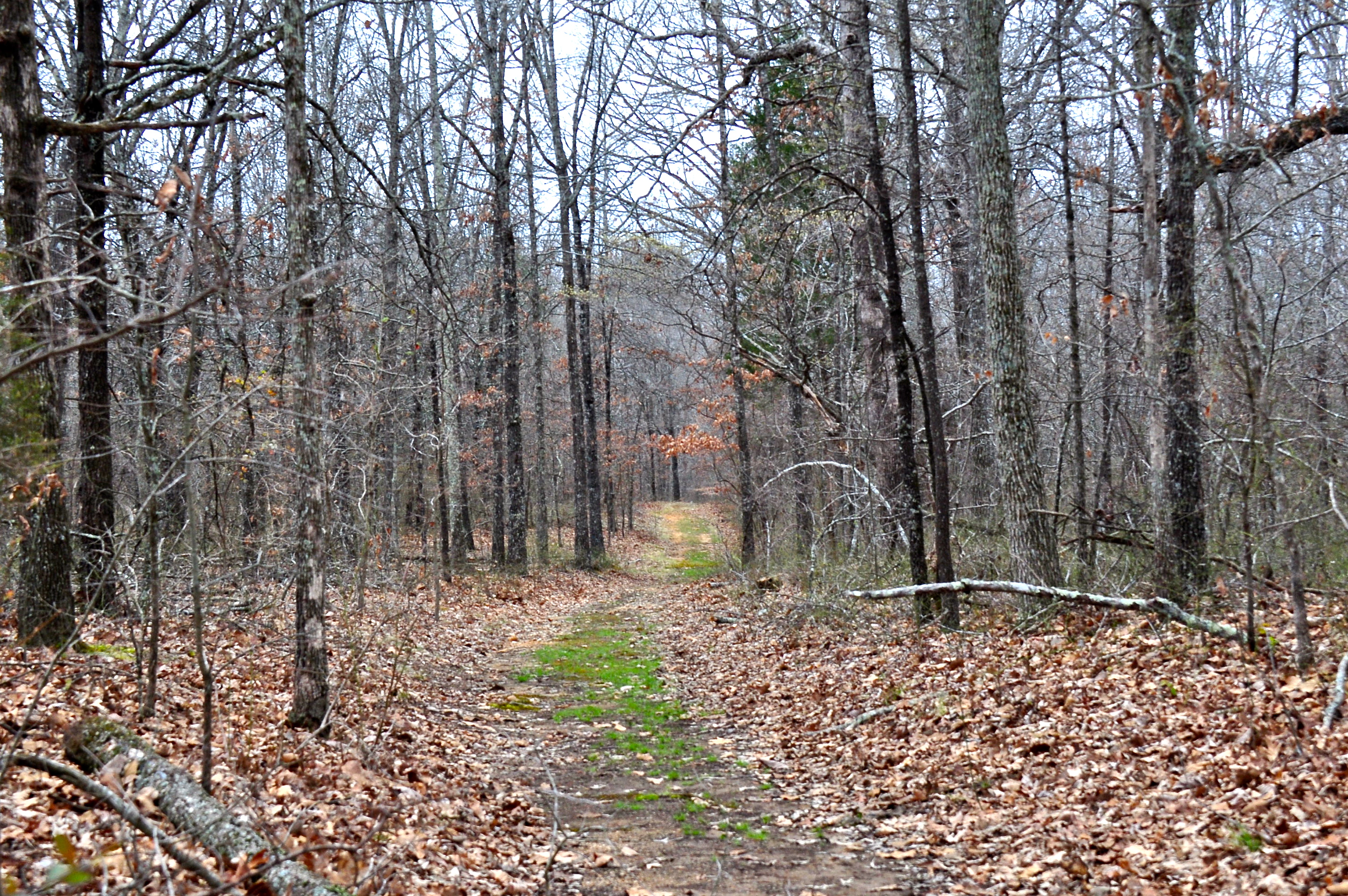

С 1801 года планомерным развитием транспортного потенциала дороги занимаются войска США, расширившие и частично вымостившие дорогу. К 1809 году по ней уже могли передвигаться экипажи. Дорога также имела важное транспортное значение в годы Гражданской войны между Севером и Югом. После войны, однако, строительство новых дорог на западе страны, а также развитие судоходного транспорта на Миссисипи приводит к её постепенному упадку.